# Michel de Marolles
Pour les articles homonymes, voir Marolles.
Michel de Marolles, né à Genillé, en Touraine, le 22 juillet 1600, et mort à Paris le 6 mars 1681, est un ecclésiastique, collectionneur d'art, traducteur, essayiste, mémorialiste, généalogiste et historien français. Abbé de Beaugerais à l'âge de dix ans, abbé de Villeloin de 1626 à 1674, il a été jusqu'en 1645 au service de la maison de Nevers, dont il s'est fait l'archiviste et l'historien.
Il a traduit du latin l'Office de la Semaine sainte, le Bréviaire romain, les Ancien et Nouveau Testaments, les historiens tardifs de l'Antiquité romaine et l'Histoire des Francs de Grégoire de Tours. Mais il s'est attaché surtout à procurer à un public élargi des éditions bilingues et richement annotées des auteurs dramatiques (Térence, Plaute, Sénèque), et des poètes épiques, didactiques, satiriques et élégiaques (Stace, Lucain, Virgile, Ovide, Horace, Martial, Juvénal, Catulle, Tibulle, Properce, Pétrone). On lui doit, en particulier, la première traduction en langue vernaculaire du De rerum natura de Lucrèce, traduction dont Molière donna une imitation versifiée de certains fragments aujourd'hui disparue.
Il est connu en outre (et sans doute principalement) pour avoir constitué un fonds de quelque 200 000 estampes, dont une grande partie fut achetée en 1667 par Colbert pour Louis XIV, acquisition considérée comme l'acte de naissance de l'actuel Cabinet des estampes de la Bibliothèque nationale de France.
Étranger à toute spéculation mystique ou théologique, l'abbé de Marolles était favorable à la réunion des confessions chrétiennes. Ouvert aux nouveautés scientifiques, il fréquentait les milieux du « libertinage érudit », auxquels appartiennent nombre de ses connaissances : Pierre Gassendi, François de La Mothe Le Vayer, Isaac La Peyrère, Samuel Sorbière, Jean de Launoy. Honni de ses pairs Chapelain et Ménage, qui méprisaient ses traductions, volontiers dénigré par la critique moderne, ce savant à la curiosité insatiable estimait Cyrano de Bergerac, avec lequel il s'était entretenu et dont il semble avoir apprécié l'œuvre à sa juste valeur.

## Biographie

### Famille, enfance et formation (1600-1622)
La famille de Marolles possède à Genillé un château homonyme où est né Michel de Marolles le 22 juillet 1600 fils de Claude II de Marolles (†1633) et d'Agathe de Chatillon (†1630). Son précepteur est un jeune prêtre, Jean Imbert. Troisième fils de Claude de Marolles, il est destiné à la carrière ecclésiastique. Le 9 mars 1609, Henri IV, en souvenir des services rendus par son père, octroie à Michel de Marolles les abbayes de Saint-Aubin des Bois et de Landévennec en Bretagne. Ces bénéfices n'étant pas vacants, il se voit confier l'abbaye de Beaugerais, de l'ordre de Cîteaux, sur la paroisse de Loché après la démission de Georges de Sorbiers, seigneur des Pruneaux.
Tonsuré en mars 1610 par l'archevêque de Tours, François de La Guesle, et la confirmation par le pape Paul V en juillet de la même année de la possession de l'abbaye de Beaugerais. Il fréquente les chartreux du monastère voisin au Liget.
En octobre 1611, il est envoyé à Paris pour étudier au collège jésuite de Clermont (actuel lycée Louis-le-Grand). Puis, après l'interdiction d'enseigner aux membres de la compagnie de Jésus, il est placé au collège de la Marche, où il passe quatre années.

### Au service de la maison de Nevers (1622-1645)
Il fréquente à cette époque les grandes familles comme celle du duc de Nevers. Son père 
a quitté sa compagnie des Cent-Suisses et était passé au service de la maison de Nevers, en qualité de gouverneur du jeune duc de Rethel. Michel de Marolles a été alors introduit à l'hôtel de Nevers. Il y a été accueilli par Louise-Marie de Gonzague, fille de Charles de Gonzague, duc de Nevers, avant qu'elle devienne reine de Pologne, en 1646, traduisant pour elle des comédies de Plaute et des tragédies de Sénèque et l'accompagnant dans ses voyages.
En 1623, Michel de Marolles, fait paraître son premier ouvrage, une traduction de La Pharsale de Lucain qu'il dédie au roi Louis XIII et qui lui fut présenté par le Cardinal François de La Rochefoucauld. En 1624, il livre une traduction de l'Office de la Semaine sainte. À la demande du pape, il publie la même année les Constitutions de l'ordre de la congrégation de la Vierge.
Pressenti pour devenir évêque de Limoges, Michel de Marolles reçoit l'abbaye de Villeloin, en Touraine à quelques kilomètres du domaine familial, par brevet royal du 5 décembre 1626 et par bulle du pape Urbain VIII du 10 mars 1627. Il en prend possession le 6 juillet 1627. L'abbaye comprend alors quatorze religieux dont onze prêtres et trois novices. Le 18 mars 1628 il reçoit les ordres des mains d'Étienne de Puget, évêque de Dordonie, suffragant de Metz, au nom de l'archevêque de Paris, le 22 septembre 1629 des mains de Bertrand d'Eschaud, archevêque de Tours, et le 23 février 1630 de l'archevêque de Paris, Jean-François de Gondi. Il conserve cette charge abbatiale jusqu'en 1674, année où il démissionne en faveur de Gilles Brunet, jusqu'alors prieur de Villeloin.
À partir de 1633, il commence ses travaux de recherche en vue de composer une généalogie des maisons nobles de la province, qui le conduisent à séjourner à Paris. Il songe aussi à un ouvrage sur une histoire de la Touraine. À son Histoire romaine, parue en 1630, succèdent en 1644 Les Tragédies de Sénèque, les Psaumes et cantiques mis en français et traité de saint Athanase sur les psaumes. En 1649 paraissent Les œuvres de Virgile dédiées au roi, version qui lui vaut les éloges de nombreux esprits cultivés en Europe, et Le Nouveau Testament avec une préface et chronologie. En 1650, paraît Les six livres de Lucrèce, de la nature des choses… Au total son œuvre comprend plus de quarante ouvrages dont le plus célèbre sans doute reste les Mémoires de Michel de Marolles (Paris, 1656).

### Une longue et studieuse retraite (1645-1681)
À sa mort, il laisse de très nombreux manuscrits, fruits de son étonnante production littéraire. Sa collection d'estampes, réunie sur plus de quarante années, est achetée en 1668 par Colbert au nom du roi et déposée au Cabinet des estampes de la Bibliothèque royale. Selon le chanoine Bosseboeuf, elle compte 123 400 pièces de plus de 6 000 maîtres en 400 volumes. Une seconde collection servit de base à un inventaire publié en 1672 sous le titre de Catalogue des livres d'Estampes ; elle fut dispersée à la mort de Marolles.
Arrivé à Paris au printemps de 1681, l'abbé est frappé par la maladie. Il meurt le 6 mai 1681. Ses obsèques ont lieu, le surlendemain, à l'église Saint-Sulpice et ses restes sont inhumés à côté du chœur entre deux chapelles. Le Journal des savants du 28 avril consacrera un article de trois pages (138-140) à cette disparition, soulignant que « s'il [Marolles] n'a pas donné la dernière main à ses ouvrages, nous lui avons du moins cette obligation qu'il a frayé le chemin à plusieurs traducteurs qui sont venus après lui et qui peut-être ne lui ont pas rendu toute la justice qui lui était due. Car il est constant que c'était un homme d'une très grande érudition et qu'il y avait beaucoup à profiter de son entretien ».
Les matériaux réunis pour une Histoire de Touraine, avec l'aide d'André Du Chesne en plus de huit volumes, n'ont jamais été retrouvés.

## Œuvres
Traductions
- Les Œuvres de M. Année Lucain, ou l'Histoire des guerres civiles entre César et Pompée et des principaux combats qui se passerent en la sanglante journée de Pharsale, mises en prose par M. de Marolles, 1623 ; rééditions 1647, 1649, 1655, sous le titre Les Œuvres de Lucain. Contenant l'histoire des guerres civiles entre Cesar et Pompée. Avec le Poëme de Pétrone, du changement de la République, & le Panegyrique de Lucain à Pison, consultable sur Google Livres.
- Histoire romaine [de Nicolas Coeffeteau], continuée depuis le commencement de l'empire de Dioclétian et de Maximian jusques à celuy de Valentinian et de Valens, avec les épitomés de Messala Corvinus, Aurelius Victor, Sextus Rufus, et autres, 1630, consultable sur Google Livres.
- Livres des Pseaumes et des Cantiques, tirez tant de l'Ancien que du Nouveau Testament, nouvellement mis en François, selon les veritez des langues originales de la saincte Bible, 1644, consultable sur Google Livres ; 1666 (4e édition), consultable sur Google Livres.
- L'Office de la semaine saincte et de toute la quinzaine de Pasques, selon le missel & breviaire romain, en latin et en françois, 1645 ; 1651, consultable sur Google Livres ; 1673, consultable sur Google Livres.
- Les Œuvres de Virgile, traduites en prose, enrichies de tables, remarques, commentaires, éloges et vie de l'autheur, avec une explication géographique du voyage d'Énée et de l'ancienne Italie et un Abrégé de l'histoire, contenant ce qui s'est passé de plus mémorable depuis l'embrazement de Troye jusques à l'empire d'Auguste, pour l'intelligence du poëte, 1649, consultable sur Google Livres.
- Le Nouveau Testament de Nostre Seigneur Jésus-Christ, 1649, consultable sur Google Livres, 1653, consultable sur Google Livres, 1655 (édition bilingue latin-français), consultable sur Google Livres.
- Le Poëte Lucrece, latin et françois, 1650, consultable sur Google Livres ; seconde édition sous le titre Les Six livres de Lucrece de la nature des choses, 1659, consultable sur Google Livres.
- Les Œuvres d'Horace, en latin et françois, 2 vol., 1652-1653. Premiere partie, contenant Les Odes et les Épodes, consultable sur Google Livres ; seconde édition, 1660, première partie, consultable sur Google Livres, seconde partie, consultable sur Google Livres.
- Les Poésies de Catulle de Vérone, 1653, consultable sur Google Livres.
- Les Elégies de Tibulle chevalier romain. En quatre livres, 1653, consultable sur Google Livres.
- Les Œuvres de Properce, 1654, consultable sur Google Livres.
- Toutes les Épigrammes de Martial, en latin et en françois, 2 vol., 1655, consultable sur Google Livres : première partie ; seconde partie.
- Les Satires de Juvénal et de Perse, 1658, consultable sur Google Livres.
- Les Sylves et l'Achilléide de Stace, 1658, consultable sur Google Livres.
- La Thébaïde de Stace, 1658, consultable sur Google Livres : première partie; seconde partie.
- Les Comédies de Plaute, avec des remarques en latin et en françoys, 1658, consultable sur Gallica ; tome I, tome II, tome III, tome IV.
- Le Breviaire romain, 1659, consultable sur Google Livres.
- Les Six comedies de Terence en latin et en françois, 1659, consultable sur Google Livres.
- Les Livres d'Ovide de l'Art d'aimer et des Remedes d'amour, 1660, consultable sur Google Livres. Réédition : Les Bibliophiles de Montmartre, Paris, 1950.
- Les Fastes d'Ovide, 1660, consultable sur Google Livres.
- Le Livre d'Ovide contre Ibis, 1661, consultable sur Google Livres.
- Les Épistres héroïdes d'Ovide, 1661, consultable sur Google Livres.
- Les Tristes d'Ovide, de la Traduction de M. D. M. A. D. V., 1661, consultable sur Google Livres.
- Les Amours d'Ovide, d'une nouvelle Traduction, 1661, consultable sur Google Livres.
- Les Quatre Livres des Épistres d'Ovide, escrites du lieu de son exil dans la province de Pont, 1661, consultable sur Google Livres.
- Recueil de diverses pieces d'Ovide, et d'autres poëtes anciens, divisé en deux parties, en latin et en françois, 1661, consultable sur Google Livres.
- L'Énéide de Virgile, en latin et en françois, avec des remarques utiles & fort amples, accompagnées d'un Traité du Poëme Epique ; pour montrer de quelle sorte celui-ci a ete imite des Grecs et comme l'ont aussi imite plusieurs ecrivains celebres de diverses nations, qui sont venus depuis, 1662. Seconde partie consultable sur Google Livres.
- Les Bucoliques et les Géorgiques de Virgile en latin & en françois, 1662, consultable sur Google Livres.
- Les Tragédies de Séneque en latin et en françois, 2 vol., 1664, consultable sur Google Livres, tome I, tome II.
- Augmentation de l'Histoire romaine, tirée de divers Autheurs anciens et modernes, 2 vol., 1664, consultable sur Google Livres : tome II.
- Livres des Pseaumes et Cantiques, latin et françois, de l'Ancien et du Nouveau Testament, enrichis de préfaces, argumens, titres et briefves annotations, 1666.
- L'Histoire auguste des six autheurs anciens, 1667, consultable sur Google Livres.
- Catalectes ou pieces choisies des anciens, recueillies en deux livres par Joseph Scaliger. Traduction en vers, 1667, consultable sur Google Livres.
- Le Pétrone en vers, 1667, consultable sur Google Livres.
- L'Histoire des François de S. Grégoire, evesque de Tours, qui vivait il y a pres de onze cents ans ; avec le Supplément de Frédégaire, écrit par les ordres de Childebrand, frere de Charles-Martel. La seconde partie des Histoires de S. Grégoire, contenant ses livres de la gloire des martyrs et des confesseurs, avec les quatre livres de la vie de S. Martin, et celuy de la vie des Peres, 2 vol., 1668, consultable sur Google Livres.
- Les Poëmes de l'embrazement de Troye et du changement de la République romaine, en concurrence de Virgile et de Lucain, par un fameux auteur du temps de Néron [Pétrone], traduits en vers, 1671, consultable sur Google Livres.
- Les Epitalames de Catulle et les Nopces de Pelee et de Thetis, avec le poëme des Éloges de Vénus, traduits en vers, 1671, consultable sur Google Livres.
- La Vie de Virgile écrite en vers, avec plusieurs Éloges et toutes les Épigrammes des douze autheurs, lesquels ont écrit différemment sur un mesme sujet, suivi des Catalectes de Virgile et de quelques autres poëtes anciens, traduits en vers, 1671, consultable sur Google Livres.
- Le Livre de la Genese, le livre de l'Exode, & les XXIII premiers chapitres du Lévitique, traduits en franc̜ois, avec des notes (v. 1671)
- Les Dix-huit Livres qui nous restent des XXXI de l'histoire qu'avoit composez Ammian Marcellin, depuis l'an de N. S. 354 jusques en 378, 1672.
- Toutes les Œuvres de Virgile traduites en vers français, divisées en deux parties, 1673, consultable sur Google Livres, première partie, seconde partie.
- Les Bucoliques et les Georgiques de Virgile en vers, Traduction nouvelle, Où sont comprises quelques Pièces de la Culture des Jardins, 1675, consultable sur Google Livres.
- Les Catalectes ou pieces choisies des anciens poëtes latins, traduites en vers […], livre premier, 1675, consultable sur Google Livres.
- Les Quinze livres de Martial, traduits en vers avec des remarques et des tables, 1675.
- Les Métamorphoses d'Ovide comprises en quatre vers pour chaque fable des 15 livres de cet ouvrage ou plus tôt pour leur servir d'argument, 1677.
- Les Vers de Petrone chevalier romain, contenu dans sa satyre, selon les anciennes éditions ; & selon le Fragment de l'Histoire de Trimalcion, imprimé à Paris chez Edme Martin en 1664. Quatrième édition, 1677, consultable sur Google Livres.
- Le Cantique des cantiques de Salomon. Traduction en vers selon le sens litteral, qui se doit expliquer par un sens mystique, tirée de la Version en Prose, employée dans le Breviaire Latin & François, pour les jours de la Feste & de toute l'Octave de l'Assomption de la Vierge, par M. de Marolles Abbé de Villeloin : Cette édition de l'année 1659, en quatre Volumes, reveuë & corrigée, avec Privilege & Approbation, 1677, consultable sur Gallica.
- La Prophétie de Daniel. Traduction en vers, 1677.
- Traduction en vers de l'Apocalypse de Saint Jean apostre, selon le sens litteral exprimé par la version latine appelée Vulgate, & par les autres versions franc̜oises approuvées, 1677.
- Les six livres de Lucrece De la Nature des choses. Ouvrage difficile, que l'autheur a essayé de représenter clairement & naïvement en vers, par celuy qui fut imprimé en prose dès l'année 1649 avec privilege du Roy, troisième édition, 1677.
- Ovide. Toutes les pieces qui nous restent de ce poëte, lesquelles il composa pendant son exil, contenues dans les deux grands ouvrages que nous avons de luy sur ce sujet sous deux titres différents de Tristes et de Pont... traduction en vers par M. D. M. A. D. V. [Discours pour servir de préface sur les œuvres d'Ovide et sur toutes celles des autres poëtes, traduites en vers par l'A. D. M. (Abbé De Marolles). Les Noms de ceux qui m'ont donné de leurs livres ou qui m'ont honoré extraordinairement de leur civilité. Addition au sujet d'un songe. Touchant la maniere de donner des louanges à quelque grandeur et dignité que ce soit. Les Rois et les pontifes, qui sont d'un ordre supérieur, ne sont point compris dans le dénombrement, bien qu'ils y soient marquez : il contient d'ailleurs directement les noms que voicy au nombre de 430. Ceux qui par occasion ont été nommez dans le dénombrement. Discours sur une traduction en prose d'un ancien poëte. S'il est impossible de traduire Horace, second discours. Sur la version d'Horace imprimée à Paris chez Coignard et Pralard en 1670. Obmissions. Hors d'œuvre. Deux vers latins à la louange du Roy. Inscriptions latines. Projet d'une requeste à Mg le Chancelier, 1678.
- L'Achileyde de Stace. Poëme delicieux achevé en cinq Livres, pour la premiere Partie, contenant toute l'Histoire de la Jeunesse d'Achille. Traduction en vers. Avec le commencement de la Thébaïde ; Et ce qui se lit de la guerre écrit avec tant d'élégance dans la septième Livre du mesme Ouvrage. Ce qui est suivi de la Version de quelques-unes de Sylves de ce Poëte ; Et encore de quelques pieces choisies des Poëtes Lucain, Silius Italicus, Valerius Flaccus & Claudien, 1678, consultable sur Gallica.
- Les Prophetes Jonas et Nahum. Touchant la pénitence des Ninivites. Traduction en vers, avec des remarques, 1678.
- Les Quinze livres des Déipnosophistes d'Athénée, 1680, consultable sur Gallica.
- Analise, ou Description succincte des choses contenues dans les quinze livres des Deipnosophistes d'Athénée, ouvrage délicieux traduit pour la première fois en françois (s.d.), consultable sur Gallica.

Estampes

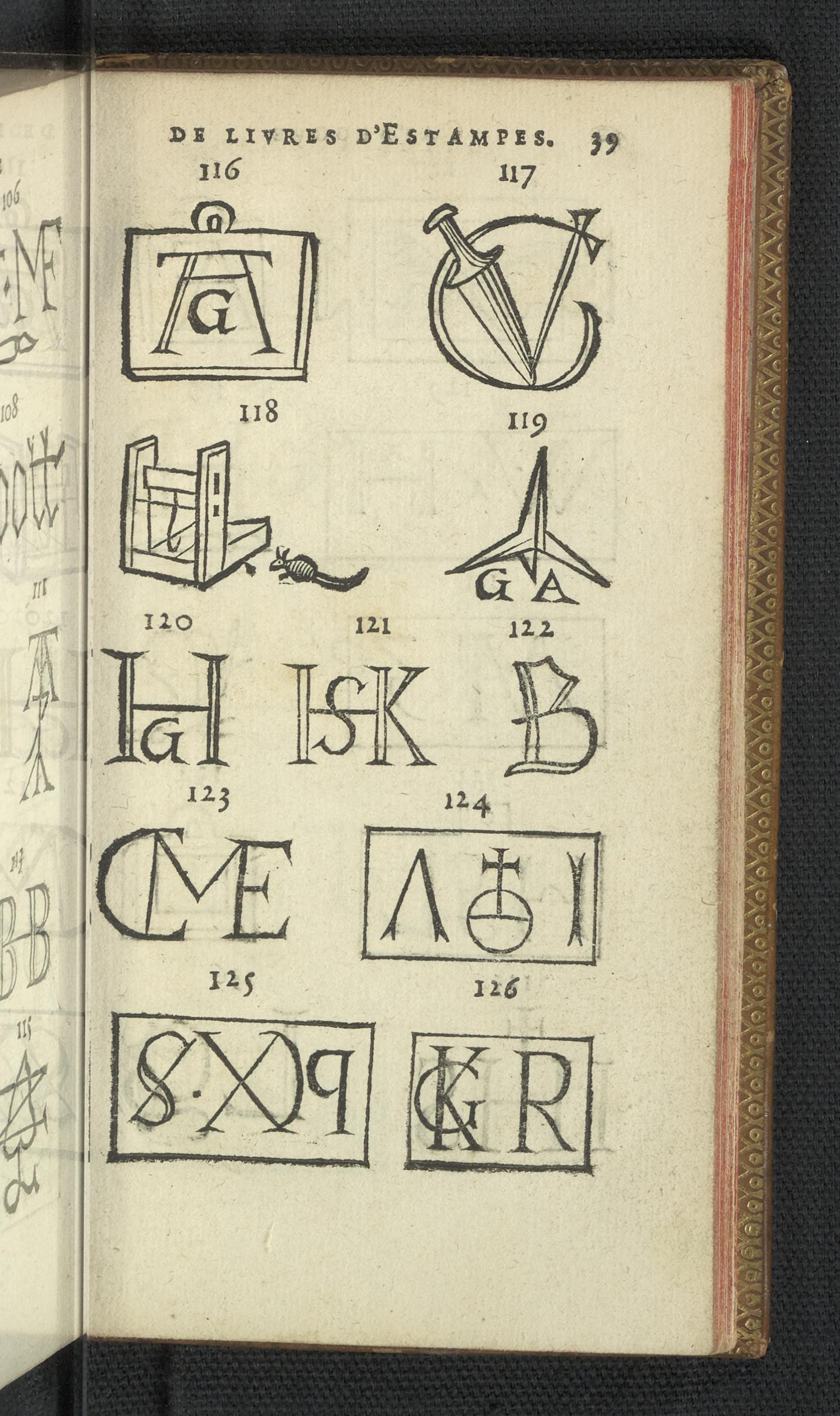
Une page de Catalogue de livres d'estampes et de figures en taille douce, 1672. Rosenwald Collection, Library of Congress.

- Les Grandes Misères de la guerre (1633). Légendes en forme de quatrains accompagnant chacune des gravures de Jacques Callot. Réédition : B. Laville, Paris, 1969.
- Tableaux du temple des Muses tirez du cabinet de feu Mr Favereau, Conseiller du Roy en sa Cour des Aides, et gravez en Tailles-douces par les meilleurs Maistres de son temps pour représenter les Vertus & les Vices, sur les plus illustres Fables de l'Antiquité, avec les Descriptions, Remarques & Annotations composées par Mre Michel de Marolles, abbé de Villeloin, 1655, consultable sur Gallica ; divers retirages, rééditions ou contrefaçons sous divers formats en 1663, consultable sur e-rara., 1666, 1676, consultable sur Google Livres, 1733, 1742, 1749, 1768, 1769.
- Catalogue de livres d'estampes et de figures en taille douce, avec un dénombrement des pièces qui y sont contenues, fait à Paris en l'année 1666, 1666, consultable sur Gallica.
- Catalogue de livres d'estampes et de figures en taille-douce, avec un dénombrement des pièces qui y sont contenues, fait à Paris en l'année 1672, 1672, consultable sur Gallica.
- Le Livre des peintres et graveurs, 1855, consultable sur Gallica ; seconde édition, 1872, consultable sur Internet Archive.

Histoire et varia
- Les Mémoires de Michel de Marolles, abbé de Villeloin, divisés en trois parties, contenant ce qu'il a vû de plus remarquable en sa vie, depuis l'année 1600, ses entretiens avec quelques-uns des plus sçavants hommes de son temps, et les généalogies de quelques familles alliées dans la sienne ; avec une brieve description de la tres-illustre maison de Mantouë et de Nevers, 1656, consultable sur Gallica.
- Suitte des Mémoires de Michel de Marolles abbé de Villeloin contenant douze traitez sur divers Sujets curieux..., 1657, consultable sur Gallica.
- Mémoires de Michel de Marolles abbé de Villeloin. Avec des notes historiques et critiques [par l'abbé Goujet], 1755[4], consultable sur Google Livres, tome 1, tome 2, tome 3.
- Traité du poëme épique, pour l'intelligence de l'Énéïde de Virgile, 1662, consultable sur Gallica. Réédition : Olms, New York, 1974.
- Histoire des roys de France et des choses plus mémorables qui se sont passées sous leur regne, depuis l'origine de cette Monarchie jusques à present. Escrite en abbregé sur le modelle des anciens, 1663, consultable sur Google Livres.
- Quelques observations sur la lettre de M. Des Marets à M. l'abbé de La Chambre, concernant un discours apologétique pour Virgile, avec des considérations sur le poëme de Clovis ; composées par M. de Marolles, abbé de Villeloin, en 1673, 1673, consultable sur Gallica.
- Paris, ou la Description succincte, et néanmoins assez ample, de cette grande ville, par un certain nombre d'épigrammes de quatre vers chacune, sur divers sujets, 1677 ; réédition 1879, consultable sur Gallica.
- Considérations en faveur de la langue françoise au sujet d'un livre intitulé : "De monumentis publicis latine inscribendis oratio... a Joanne Lucas", 1677, consultable sur Gallica.
- Trois essais pour la version entiere de la Bible, selon l'édition qui fut commencée de l'année 1665, 1678.
- Les Histoires des anciens comtes d'Anjou et de la construction d'Amboise, avec des remarques sur chaque ouvrage, 1681, consultable sur Google Livres.
- Inventaire des titres de Nevers, de l'abbé de Marolles, suivi d'extraits des titres de Bourgogne et de Nivernois, d'extraits des inventaires des archives de l'église de Nevers et de l'inventaire des archives des Bordes, publié et annoté par le Cte de Soultrait, 1873, consultable sur Gallica.
- Géographie sacrée contenant les noms de tous les éveschés de l'Église latine. Les Apostres. Les Saints évangélistes. Les SS. Docteurs de l'Église. Les Papes qui ont esté depuis 1600 (s.d.).
- Considérations sur une critique judicieuse qui s'est faite sur l'Énéide de Virgile, avec des exemples tirez des versions de quelqu'autres ouvrages de plusieurs poètes illustres de l'antiquité, pour montrer ce que peut notre langue françoise sur ce sujet (s.d.).
- Le Roy, les personnes de la cour, qui sont de la première qualité, et quelques-uns de la noblesse qui ont aimé les lettres ou qui s'y sont signalés par quelques ouvrages considérables (s.d.).
- Inventaire des titres de Nevers de l'abbé de Marolles. Suivi d'extraits des titres de Bourgogne et de Nivernois, d'extraits des inventaires des archives de l'église de Nevers et de l'inventaire des archives des Bordes / publié et annoté par le Cte de Soultrait, 1873, consultable sur Gallica.

## Héraldique
Les armoiries de Michel de Marolles, abbé de Villeloin se blasonnent ainsi : D'azur à une épée d'argent, la poignée d'or, posée en pal, la pointe en bas, entre deux pennes, d'argent, aussi posées en pal.

Blason de Michel de Marolles.
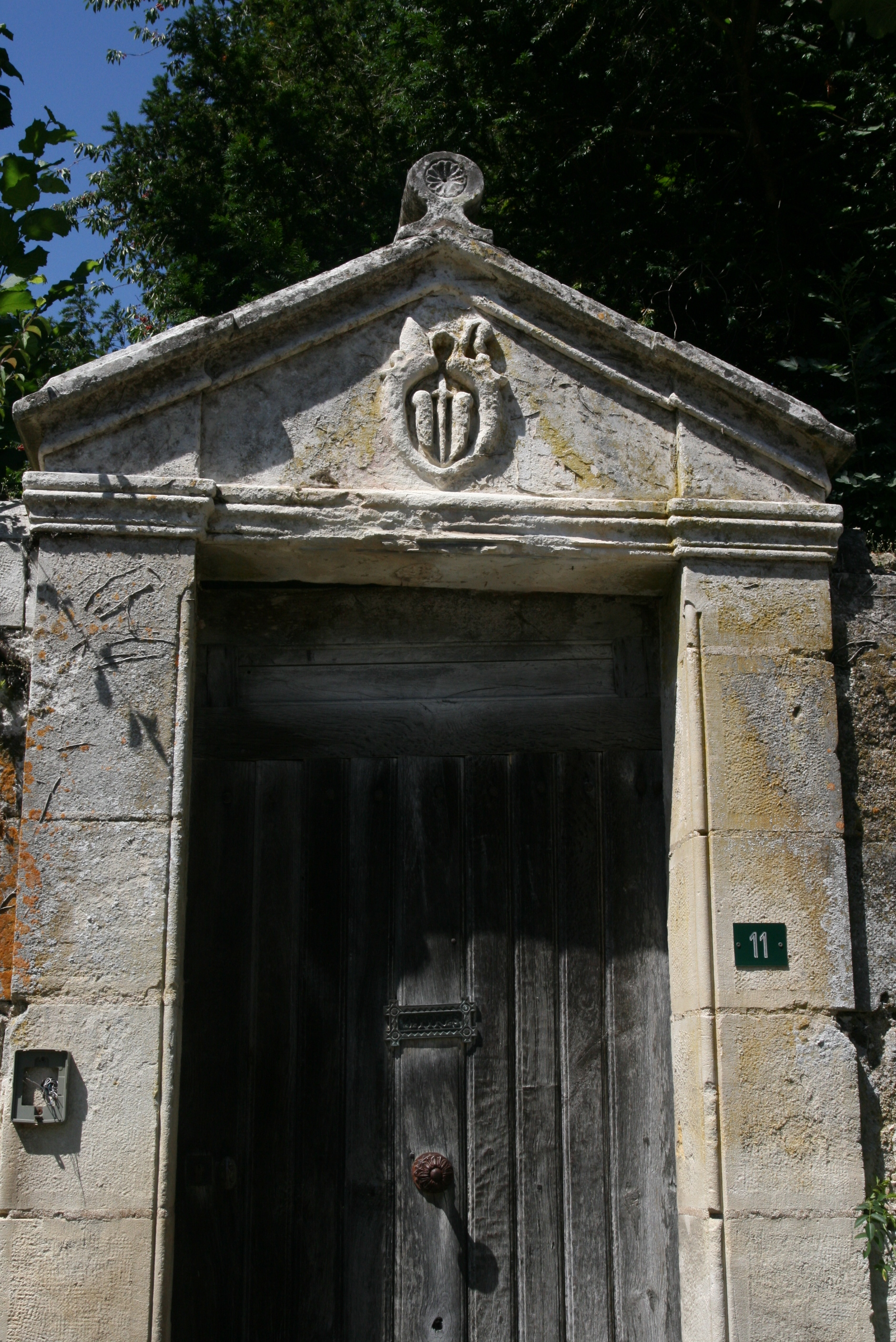
Le blason est sculpté au-dessus d'une des anciennes porte de l'Abbaye de Villeloin à Villeloin-Coulangé.
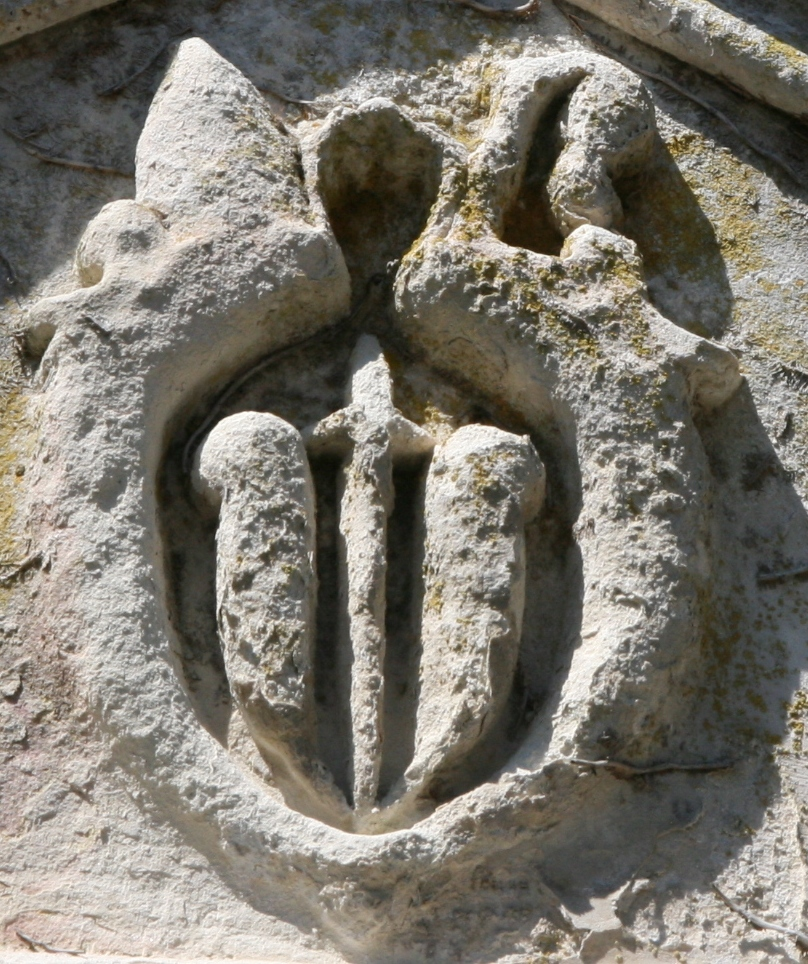
Gros plan du blason sculpté.

#### En rapport avec la biographie de Marolles
- Abbaye Saint-Sauveur de Villeloin
- Villeloin-Coulangé

#### En rapport avec ses œuvres
- Ovide
- Lucrèce
- Énéide
- Les Grandes Misères de la guerre
- Jacques Callot